# Jens Bing (1681–1751)
Jens Bing, född i augusti 1681 i Trondhjem, död den 10 oktober 1751, var en dansk läkare, farbror till Jens Vilhelm och Just Bing.
Bing utbildade sig först till apotekare och förestod i några år apoteket i Ribe, men fick sedan lust att studera medicin, började syssla med humaniora och immatrikulerades 1705 vid Köpenhamns universitet. Han var därefter alumnus på Borchs Kollegium tillsammans med Holberg. 
1709 skall han ha blivit medikus vid flottan, 1712 förvärvade han den medicinska doktorsgraden, fick snart en betydande praktik och åtnjöt högt anseende som läkare, liksom han också var livmedikus hos greve Danneskjold-Laurwigen och andra förnäma herrar. 
1726 blev han kansliråd, 1727 justitieråd och 1746 etatsråd. Han var ogift och bodde under lång tid tillsammans med Hans Gram. Han blev gravsatt i Vor Frue Kirke, Köpenhamn. En betydande del av sin förmögenhet testamenterade han til universitetet, särskilt till fattiga studenter.